# Krościenko nad Dunajcem
Krościenko nad Dunajcem [krɔˈɕt͡ɕɛŋkɔ nad duˈnai̯t͡sɛm] là một ngôi làng ở miền Nam Poland tọa lạc tại Nowy Targ County ở Lesser Poland Voivodeship từ năm 1999 (trước đây là Nowy Sącz Voivodeship, từ 1975–1998). Ngôi làng cách Nowy Targ 31 kilômét (19 mi) về phía Đông và cách thủ phủ khu vực Kraków khoảng 78 km (48 mi) về phía đông nam. Quyền thị trấn đã được trao cho Krościenko bởi Kazimierz Wielki vào năm 1348.
Nhiều điểm du lịch hấp dẫn bao gồm Bảo tàng Công viên Quốc gia Pieniny, nhà thờ thế kỷ 14 được xây dựng lại theo phong cách Baroque năm 1589, và vào mùa hè, đi bộ trên những con đường mòn ở vùng núi Pieniny. Có những ngôi nhà nghỉ mát và những con đường để đi xe đạp leo núi vừa tiên tiến vừa dễ dàng. Vào mùa đông, thang máy trượt tuyết tại Szczawnica-Palenica có sẵn ở khoảng cách 6 km.
Krościenko là một trong những khu định cư lâu đời nhất ở Ba Lan thuộc dãy núi Pieniny. Lịch sử của nó bắt nguồn từ cuối thế kỷ 12, khi đó là một ngôi làng phục vụ lâu đài Pieniny hiện không tồn tại (xem thêm các lâu đài sông Dunajec). Năm 1348, Kazimierz Wielki đã trao quyền Magdeburg cho Krościenko, và định hình ngôi làng thành một thị trấn thời trung cổ, với quảng trường chợ và mạng lưới đường phố. Sắc lệnh của Hoàng gia, trao hiến chương cho Krościenko không tồn tại, vì nó đã bị đốt cháy trong một cuộc đột kích Hussite năm 1433. Vào thời điểm đó, thị trấn được đặt tên là Crosna trong các tài liệu ghi chép.
Do vị trí thuận tiện dọc theo tuyến đường buôn bán đến Hungary, Krościenko đã phát triển thịnh vượng. Năm 1350, một giáo xứ Công giáo La Mã được thành lập tại đây, và năm 1565, một trường học giáo xứ đã được mở. Thời kỳ được gọi là Thời kỳ hoàng kim của Ba Lan kết thúc vào thế kỷ 17, khi Krościenko bị ảnh hưởng bởi một số cuộc chiến tranh (xem cuộc xâm lược của Thụy Điển vào Ba Lan, Chiến tranh phương Bắc vĩ đại) và các cuộc nổi loạn (xem Cuộc nổi dậy của Kostka-Napierski). Kết quả là vào giữa thế kỷ 18, Krościenko gần như đã bị bỏ hoang.
Năm 1770, Krościenko bị Đế chế Habsburg chiếm đóng. Thị trấn trở thành tài sản của kho bạc Áo, vào năm 1822 đã bán nó cho gia đình Gross. Chủ sở hữu mới nhận thấy một nguồn nước khoáng địa phương, và quyết định biến Krościenko thành một spa, với nhà khách và phòng tắm. Năm 1934, Krościenko chính thức được công nhận là một spa. Tại Cộng hòa Ba Lan thứ hai, nó trở thành một khu du lịch rất nổi tiếng, nằm gần với Công viên quốc gia Pieniny. Tuy nhiên, số lượng thường trú nhân thấp đến mức vào năm 1932 Krościenko mất điều lệ thị trấn.
Năm 1973, Krościenko được kết hợp với Szczawnica gần đó, và thị trấn Szczawnica-Krościenko đã được tạo ra. Năm 1982, ý tưởng này đã bị từ bỏ, do sự phản đối của cư dân. 
| Hình ảnh toàn cảnh của Krościenko nad Dunajcem |
| Hình ảnh toàn cảnh của Krościenko nad Dunajcem |